# نمانیا ویتسو
نمانیا ویتسو (انگلیسی: Nemanja Vico؛ زادهٔ ۱۹ نوامبر ۱۹۹۴) بازیکن واترپلو اهل صربستان است.
وی در مسابقات کشوری و بین‌المللی در مجموع برندهٔ ۱ مدال طلا شده است.